# دهستان نسا
دهستان نسا دهستانی در بخش آسارا شهرستان کرج، استان البرز در ایران است. براساس سرشماری مرکز آمار ایران در سال ۱۳۸۵، جمعیت آن ۶۰۸۱ نفر (۱۶۱۷ خانوار) بوده‌است.